# Adolphe Jauréguy
Adolphe Jauréguy (ur. 18 lutego 1898 w Ostabat-Asme, zm. 4 września 1977 w Saint-Jean-Pied-de-Port) – francuski rugbysta, olimpijczyk, zdobywca srebrnego medalu w turnieju rugby union na Letnich Igrzyskach Olimpijskich 1924 w Paryżu, mistrz Francji w latach 1922 i 1923.

## Kariera sportowa
Ze Stade Toulousain zdobył dwa tytuły mistrza Francji w latach 1922 i 1923, wystąpił również jeszcze w dwóch finałach – w 1920 z Racing Club de France oraz w 1927 roku ze Stade Français. W trakcie kariery sportowej reprezentował także kluby Stadoceste tarbais, SCUF i Havre AC.
Był ostoją reprezentacji Francji w latach dwudziestych, pomiędzy 1920 a 1929 rokiem rozegrał łącznie 31 spotkań, również jako kapitan, zdobywając 42 punkty.
W jej składzie zagrał w turnieju rugby union na Letnich Igrzyskach Olimpijskich 1924. Wystąpił w obu meczach tych zawodów, w których Francuzi na Stade de Colombes rozgromili 4 maja Rumunię 61:3, a dwa tygodnie później przegrali z USA 3:17. Wygrywając z Rumunami, lecz przegrywając z USA zajęli w turnieju drugie miejsce zdobywając tym samym srebrne medale igrzysk.
W 1919 roku wystąpił również w żołnierskich Inter-Allied Games.

## Varia
Podczas I wojny światowej służył w artylerii, był następnie selekcjonerem kadry i wiceprezydentem Fédération Française de Rugby w latach 1949–1968.
Wydał autobiografię pt. Qui veut jouer avec moi? (ISBN 978-2-7103-2940-4).
Jego brat, Pierre, również był rugbystą, reprezentantem kraju.
Jego woskowa figura znajduje się w Musée Grévin.